# Eulasia pietschmanni
Eulasia pietschmanni är en skalbaggsart som beskrevs av Breit 1919. Eulasia pietschmanni ingår i släktet Eulasia och familjen Glaphyridae. Inga underarter finns listade i Catalogue of Life.